# Photocentre
En astronomie, le photocentre désigne le barycentre de la luminosité d'un objet. Il est en général distinct du centre de gravité de l'objet, il peut dépendre du temps (par exemple à cause de la rotation de l'objet) et de la bande spectrale d'observation, par exemple :
- pour un objet résolu comme un astéroïde, à cause de sa forme et de la variation d'albédo ;
- pour un objet comme une étoile à cause de la granulation, de taches de surface ;
- pour un objet non résolu comme une étoile double, car il dépend de la luminosité de chacun des objets et non de leur masse ;
- pour un quasar, dû aux jets d’énergie.